# Osamu Maeda
Osamu Maeda, född 5 september 1965 i Fukuoka prefektur, Japan, är en japansk tidigare fotbollsspelare.